# Avoca (Iowa)
Pour les articles homonymes, voir Avoca.
Avoca est une ville du comté de Pottawattamie, en Iowa, aux États-Unis. Elle est fondée en 1869 et incorporée le 2 décembre 1874.

## Source de la traduction
- (en) Cet article est partiellement ou en totalité issu de l’article de Wikipédia en anglais intitulé « Avoca, Iowa » (voir la liste des auteurs).